# Býkov-Láryšov
Býkov-Láryšov (en allemand : Pickau et Larischau) est une commune du district de Bruntál, dans la région de Moravie-Silésie, en République tchèque. Sa population s'élevait à 166 habitants en 2021.

## Géographie
Býkov-Láryšov se trouve à 5 km au sud-sud-ouest de Krnov, à 18 km au nord-est de Bruntál, à 49 km au nord-ouest d'Ostrava et à 233 km à l’est de Prague.
La commune est limitée par Brantice et Krnov au nord, par Úvalno à l'est, par Brumovice au sud et par Lichnov à l'ouest.

## Histoire
La première mention écrite de la localité date de 1238.

## Administration
La commune se compose de deux quartiers :
- Býkov
- Láryšov

## Transports
Par la route, Býkov-Láryšov se trouve à 6 km de Krnov, à 22 km de Bruntál, à 65 km d'Ostrava et à 307 km de Prague.